# 大雾崖石城
大雾崖石城，位于江苏省连云港市连云区，是中华人民共和国江苏省文物保护单位之一。
2011年12月30日，授予江苏省文物保护单位，是一座古建筑。